# Isidora Sekulić
Isidora Sekulić (in serbo Исидора Секулић?; Mošorin, 16 febbraio 1877 – Belgrado, 5 aprile 1958) è stata una scrittrice serba.
È stata la prima donna accademica nella storia della Serbia.

## Biografia
Sekulić nacque a Mošorin, un villaggio della contea di Bács-Bodrog, che ora si trova nella Voivodina. Oltre ai suoi studi in letteratura Sekulić era anche un'esperta di scienze naturali e filosofia.
Nel 1883 la famiglia si trasferì a Zemun dove il padre, Danilo, ottenne l’incarico di comandante del porto. Il padre di Isidora si adoperò per consentirle di frequentare lezioni individuali di latino e greco.
Isidora si diplomò all’Istituto superiore femminile a Novi Sad, e poi alla Preparandija [istituto per la formazione degli insegnanti] a Sombor. A Budapest frequentò il Liceo pedagogico, studiando lingue e matematica, dove si laureò nel 1892.
Nel 1897 insegna presso la scuola superiore femminile serba a Pančevo di cui divenne la direttrice.
Nel 1907 Isidora iniziò a collaborare con la rivista Domaćica, pubblicata dall’Associazione femminile di Belgrado.
Nel 1922, conseguì un dottorato di ricerca in filosofia presso l’Università di Berlino. Visse a lungo in Inghilterra, Francia e Norvegia. I suoi viaggi da Oslo attraverso Bergen fino al Finnmark sono raccontati nel diario di viaggio Pisma iz Norveškedel del 1914.
Isidora Sekulić finisce la sua carriera di insegnante al Terzo ginnasio femminile di Belgrado, dove ha insegnato fino al 1931, quando andò in pensione.
Nel 1939, Isidora divenne la prima donna serba e jugoslava ad essere ammessa all’Accademia delle scienze e delle arti, prima come membro corrispondente, e poi nel 1950 come membro permanente.

## L'opera di Isidora Sekulić
La sua raccolta di racconti intitolata Saputnici è risultata insolitamente dettagliata e penetrante nell'autoanalisi e rappresenta un coraggioso esperimento stilistico. Parlava anche diverse lingue classiche e nove moderne.
Gli scritti lirici, meditativi, introspettivi e analitici di Sekulić arrivano all'alba della scrittura in prosa serba. Sekulić si preoccupa della condizione umana dell'uomo nella sua nuova sensibilità completamente moderna. Nel suo romanzo principale, Cronache di un cimitero di un villaggio (in serbo Кроника паланачког гробља?), scrive in opposizione al solito sviluppo cronologico degli eventi: ogni parte del libro inizia nel cimitero, tornando infine al tempo della vita frenetica, con tutte le sue gioie e tragedie. Personaggi come Gospa Nola sono i primi forti personaggi femminili della letteratura serba, dipinti in dettaglio con tutto il loro coraggio, orgoglio e determinazione.
Isidora Sekulić fu anche una critica di musica, di teatro, di arte, di architettura, di letteratura e di filosofia. Pubblicò importanti studi sulla letteratura jugoslava, russa, inglese, tedesca, francese, italiana, norvegese e di altro genere.

## Opere selezionate
- Saputnici (1913)
- Pisma iz Norveške (1914)
- Iz prošlosti (1919)
- Đakon Bogorodičine crkve (1919)
- Kronika palanačkog groblja (1940)
- Zapisi (1941)
- Analitički trenuci i teme, 1-3 (1941)
- Zapisi o mome narodu (1948)
- Njegošu knjiga duboke odanosti (1951)
- Govor i jezik, kulturna smotra naroda (1956).

## Premio Isidora Sekulić
Dal 1968, il comune di Savski Venac assegna annualmente il premio letterario Isidora Sekulić, onorando gli autori contemporanei per risultati significativi nel campo della letteratura e incoraggiando la loro creatività letteraria nel senso dell'opera di Isidora Sekulić, che trascorse gli ultimi anni della sua vita in una piccola casa con giardino sulla collina di Topčider.